# Leonetto Cipriani
El comte Leonetto Cipriani (Centuri, Còrsega, 16 d'octubre de 1812 – 10 de maig de 1888) fou un polític italià d'origen cors. La seva família era originària de la Toscana, ja esmenada per Dante Alighieri a la Divina Comèdia. Ardent partidari de la unitat italiana, el 1861 fou nomenat senador vitalici del Regne d'Itàlia.
Estudià a Pisa i a Livorno. Als 18 anys marxà amb un cos expedicionari que desembarcà a Algèria el 1830 sota les ordre del general Louis Auguste Victor de Ghaisne de Bourmont i participà en la presa d'Alger. De 1831 a 1834 viatjà a les Antilles i Llatinoamèrica. El seu pare i els seus oncles eren amics de Simón Bolívar, i hi organitzà alguns negocis que li reportaren una fortuna de 6 milions de francs-or (avui 18 milions d'euros).
Lligat alhora als Bonaparte, pel príncep Jeroni Napoleó Bonaparte, a la casa de Savoia i als Habsburg-Toscana, contribuí a l'adhesió voluntària del Gran Ducat de Toscana al regne d'Itàlia. També fou amic de Giuseppe Garibaldi, encara que no compartia les seves opinions republicanes. Fou, però, un ferotge adversari de Giuseppe Mazzini i dels carbonaris. També fou primer coronel i després general de l'exèrcit piemontès i participà en les guerres de la unitat italiana contra Àustria. També fou agent d'enllaç entre Víctor Manuel I i Napoleó III.
Gran propietari terratinent de Toscana, Còrsega i Belmont (Califòrnia), sovint travessà l'Atlàntic. També fou cònsol del Regne de Sardenya a San Francisco (1852-1855). Va viatjar de le Havre a Nova York amb Lájos Kossuth i l'actriu Lola Montez, i fou un dels primers a travessar el continent americà de punta a punta. La seva independència econòmica li va permetre jugar un rol polític important. Era partidari de la unitat italiana, però sota el poder de la casa de Savoia, única que la podia garantir, ja que els Borbons i els Habsburg, tot i que en lloava la bona gestió, els considerava estrangers. I tot i néixer sota la Còrsega de sobirania francesa, ell es considerava italià.
El fet que el regne d'Itàlia signés amb el d'Àustria, el seu enemic, la Triple Aliança (1882), el va decebre i es retirà de la política a les seves possessions corses., al castell de Bellavista. El 1876 escriví unes memòries en italià, Avventure della mia vita.